# ان‌جی‌سی ۳۹۸
ان‌جی‌سی ۳۹۸ (انگلیسی: NGC 398) نام یک کهکشان عدسی در صورت فلکی ماهی است.